# Mayalde (kommunhuvudort)
Mayalde är en kommunhuvudort i Spanien.   Den ligger i provinsen Provincia de Zamora och regionen Kastilien och Leon, i den centrala delen av landet, 200 km nordväst om huvudstaden Madrid. Mayalde ligger 874 meter över havet och antalet invånare är 222.
Terrängen runt Mayalde är platt. Runt Mayalde är det glesbefolkat, med 9 invånare per kvadratkilometer. Närmaste större samhälle är Corrales, 13,4 km nordost om Mayalde. Omgivningarna runt Mayalde är i huvudsak ett öppet busklandskap.